# Themira annulipes
Themira annulipes – gatunek muchówki z rodziny wońkowatych i podrodziny Sepsinae.
Gatunek ten opisany został w 1830 roku przez Johanna Wilhelma Meigena jako Sepsis annulipes.
Muchówka o ciele długości od 3 do 4 mm. Głowę jej cechuje długość w widoku bocznym większa od wysokości, czarne z żółtawobrązową przednią krawędzią czoło oraz obecność szczecinek zaciemieniowych. Tułów charakteryzuje matowe śródplecze, słabo rozwinięte szczecinki środkowe grzbietu i śródplecowe, krótsza niż połowa jej szerokości tarczka, nagie i błyszcząco czarne pteropleury oraz biało zarośnięte sternopleury. Odnóża są częściowo żółte. U samca środkowa para odnóży ma wyraźnie rozszerzone ku szczytom stopy z białymi przepaskami u nasady dwóch początkowych członów.
Owad znany z prawie wszystkich krajów Europy, w tym Polski, a ponadto z palearktycznej Azji i nearktycznej Ameryki Północnej.